# Pseudouroctonus peccatum
Espèce
Pseudouroctonus peccatum est une espèce de scorpions de la famille des Vaejovidae.

## Distribution
Cette espèce est endémique du Nevada aux États-Unis. Elle se rencontre dans le comté de Clark à 2 103 m d'altitude dans la chaîne Spring.

## Description

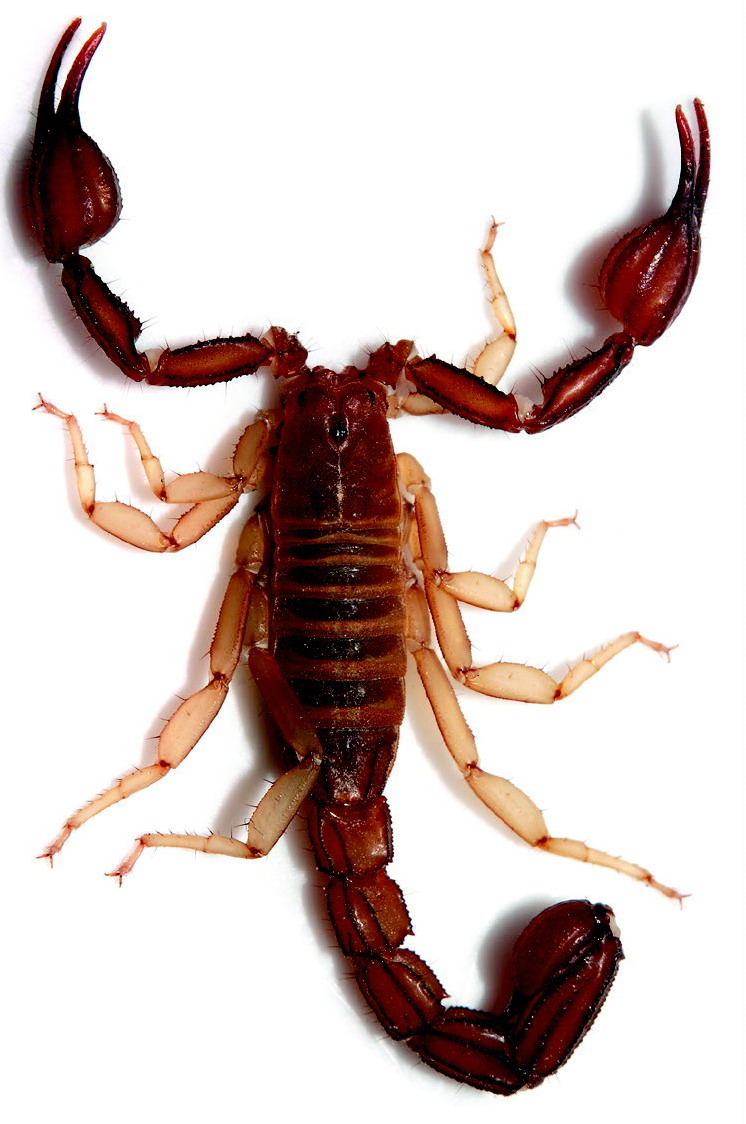
Pseudouroctonus peccatum ♂

La femelle holotype mesure 52,45 mm et le mâle paratype 36,12 mm.

## Publication originale
- Tate, Riddle, Soleglad & Graham, 2013 : « Pseudouroctonus peccatum, a new scorpion from the Spring Mountains near Sin City, Nevada (Scorpiones, Vaejovidae). » ZooKeys, no 364, p. 29-45 (texte intégral).